# Sungai Kubu
Sungai Kubu is een bestuurslaag in het regentschap Rokan Hilir van de provincie Riau, Indonesië. Sungai Kubu telt 2936 inwoners (volkstelling 2010).